# Siêu quậy Las Vegas
Siêu quậy Las Vegas hay Ba chàng ngự lâm phần 3 (tựa tiếng Anh: The Hangover Part III) là một bộ phim hài Mỹ do hãng Legendary Pictures sản xuất và hãng Warner Bros phát hành vào năm 2013. Đây là phần ba và cũng là phần cuối cùng của bộ ba phim The Hangover. Phim gồm có các diễn viên Bradley Cooper, Ed Helms, Zach Galifianakis, Justin Bartha, và Ken Jeong. Dàn diễn viên phụ bao gồm Jeffrey Tambor, Heather Graham, Mike Epps, Melissa McCarthy và John Goodman dưới sự đạo diễn và dẫn dắt của Todd Phillips. Bộ phim tiếp tục cuộc hành trình của nhóm "Sói hoang" (gồm Phil, Stu, Doug và Alan) khi họ cố giúp đỡ Alan sau khi Alan đối mặt với khủng hoảng tâm lý. Tuy nhiên, mọi chuyện lại bắt đầu giống như hai lần trước đó khiến cả nhóm ám ảnh.
Phần ba được công bố vài ngày trước khi phần hai ra mắt, nhà biên kịch Craig Mazin, người từng viết kịch bản phần hai tiếp tục viết kịch bản phần này. Tháng 1/2012, những diễn viên chính tiếp tục ký hợp đồng mới cho bộ phim. Tháng 3/2012, hãng Warner Bros thông báo tuần lễ chiếu phim đặc biệt. Những vai phụ được tuyển chọn từ tháng 6 tới tháng 9/2012. Quá trình dựng phim được bắt đầu từ tháng 9/2012 ở Los Angeles, California trước khi chuyển tới Nogales, Arizona và Las Vegas, Nevada. Bộ phim được ra mắt vào ngày 23/5/2013.

## Nội dung
Hai năm sau những sự kiện ở Bangkok, Leslie Chow đã vượt ngục thành công sau khi gây ra một cuộc bạo loạn trong nhà tù. Trong khi đó ở Mỹ, Alan gây ra kẹt đường trên đường cao tốc sau khi mua một con hươu cao cổ nhưng lại vô tình chém đứt đầu nó do vượt gầm cầu quá thấp. Bố của Alan là ông Sid quá thất vọng với cách hành xử trẻ con của con trai mình và ngã ra chết do một cơn đau tim trong lúc la mắng Alan. Sau đám tang, em rể của Alan là Doug nói với Phil và Stu rằng Alan không còn được chữa trị căn bệnh ADHD và đang mất kiểm soát. Cả nhóm tập hợp lại và quyết định đưa Alan tới trung tâm điều trị ở Arizona, Alan đồng ý tới đó với điều kiện được nhóm dẫn đi. Trên đường tới Arizona, xe của Phil bị đẩy ra khỏi đường bởi một chiếc xe tải và cả nhóm bị bọn xã hội đen bắt giữ. Lát sau cả nhóm bị ông trùm Marshall và tên tay sai "Black Doug" tra khảo.
Marshall nói rằng vài tuần trước Leslie đã đánh cắp số vàng trị giá 42 triệu USD của ông và ông biết Alan là người duy nhất có liên lạc với Leslie trong lúc gã bị giam trong tù. Marshall nghĩ rằng có thể sử dụng nhóm "Sói hoang" để lần ra Leslie và lấy lại số vàng đã mất. Marshall quyết định giữ Doug làm con tin, trong khi ba người còn lại được cho 3 ngày để truy tìm Leslie, bằng không Doug sẽ bị giết. Alan sắp xếp cuộc gặp mặt với Leslie ở Tijuana, México trong khi Phil và Stu trốn và định đánh thuốc mê Leslie. Tuy nhiên, Alan lại vô tình để lộ ra vị trí của họ và Leslie biết được rằng cả ba đang làm theo lệnh của Marshall. Leslie giải thích kế hoạch lấy lại số vàng đã ăn cắp trong căn biệt thự mà gã đã từng ở. Phil, Stu và Alan đột nhập vào căn biệt thự và lấy lại số vàng thành công, nhưng Leslie trở mặt và nhốt họ dưới tầng hầm, gã khởi động lại hệ thống báo động và trốn thoát bằng xe của Phil. Cả nhóm bị bắt về đồn cảnh sát nhưng lại được thả ra không lý do. Lát sau một chiếc limo đến đón họ và chở họ tới căn biệt thự nơi mà Marshall đang đợi.
Cả nhóm biết được rằng Leslie đã nói dối vì căn biệt thự không phải của hắn. Đúng hơn đó là biệt thự của Marshall và số vàng mà cả nhóm trộm được là nửa số còn lại mà Leslie đã không ăn cắp được. Marshall tha lỗi cho cả nhóm nhưng bắn chết "Black Doug" vì đã không hoàn thành nhiệm vụ và cũng để nhắc nhở cả nhóm là chỉ còn 2 ngày trước khi hết hạn. Cả nhóm lần ra được chiếc xe của Phil nhờ định vị điện thoại, bị bỏ bên ngoài một tiệm cầm đồ ở Las Vegas. Chủ tiệm là Cassie cho biết Leslie đã trao đổi một khối vàng để lấy 18 ngàn USD, vốn đáng giá 400 ngàn USD. Nhờ sự giúp đỡ của bạn gái cũ của Stu là Jade, cả nhóm biết được Leslie đang ở trong khách sạn Caesars Palace. Phil và Alan tìm cách đột nhập từ sân thượng nhưng Leslie trốn thoát bằng cách nhảy dù từ ban công. Stu đuổi theo bắt giữ Leslie và nhốt gã trong cốp xe limo của Marshall cho mượn. Cả nhóm lấy lại số vàng và đi gặp Marshall, Marshall thả Doug ra. Dù trước đó hứa là sẽ không làm hại Leslie, nhưng Marshall vẫn bắn vào cốp xe. Ai cũng nghĩ rằng Leslie đã chết nhưng thật ra trước đó Alan đã giúp Leslie thoát ra.
Leslie trồi lên từ chiếc xe và bắn chết Marshall, đồng ý tha mạng cho cả nhóm vì Alan đã cứu mạng gã. Leslie ngỏ ý tặng Alan một khối vàng nhưng Alan từ chối, cũng như kết thúc tình bạn giữa cả hai bởi vì Leslie có ảnh hưởng xấu tới cả nhóm. Cả nhóm trở lại tiệm cầm đồ để lấy lại chiếc xe của Phil, trong khi Alan có một cuộc hẹn hò với Cassie. Sáu tháng sau, cả hai kết hôn. Thề rằng sẽ chịu trách nhiệm cho mọi hành động của mình, Alan quyết định từ bỏ nhóm Sói hoang nhưng vẫn muốn mọi người đi chơi cùng nhau khi có dịp. Cả bốn người tiến về lễ đường, một đoạn phim ngắn mô tả hai phần phim trước được chiếu.
Trong cảnh hậu danh đề, Alan, Cassie, Phil và Stu lại có một bữa tiệc mà họ không thể nào nhớ ra chuyện gì xảy ra đêm qua. Stu trồi lên từ bồn tắm mặc quần lót với silicon độn ngực, Alan nhớ ra cái bánh cưới là quà của Leslie, người đang ở phòng kế bên trần như nhộng, cười lớn và ôm một chai rượu Whiskey cùng thanh kiếm Nhật. Chú khỉ mũ trong phần phim trước cũng xuất hiện và nhảy lên người Stu trước khi mọi cảnh trong phim biến mất.

## Diễn viên
- Bradley Cooper trong vai Philip "Phil" Wenneck
- Ed Helms trong vai Stuart "Stu" Price
- Zach Galifianakis trong vai Alan Garner
- Justin Bartha trong vai Douglas "Doug" Billings
- Ken Jeong trong vai Leslie Chow
- John Goodman trong vai Marshall
- Melissa McCarthy trong vai Cassandra "Cassie" Garner
- Jeffrey Tambor trong vai Sidney "Sid" Garner
- Heather Graham trong vai Jade
- Mike Epps trong vai Black Doug
- Sasha Barrese trong vai Tracy Garner
- Jamie Chung trong vai Lauren Price
- Gillian Vigman trong vai Stephanie Wenneck
- Mike Vallely trong vai Neeco
- Jonny Coyne trong vai Hector
- Oscar Torre trong vai Sĩ quan Vasquez
- Crystal the Monkey trong vai Chú khỉ mũ trong cảnh cuối phim

## Sản xuất
Tháng 5/2011, vài ngày trước khi phần 2 ra rạp, đạo diễn Todd Phillips nói rằng "Chúng tôi đã có kế hoạch cho phần 3 nhưng chưa có kịch bản hoặc ngày bắt đầu ghi hình". Về khả năng sẽ có phần 3, Todd cho biết "Nếu có thể tiến hành phần 3, nếu như khán giả và có ước muốn được thực hiện, tôi nghĩ rằng mọi ý tưởng sẽ được tiến hành. Dĩ nhiên là nó sẽ không giống với hai phần trước đó. Phần 3 sẽ là phần kết thúc. Nhưng tôi vẫn chưa bàn gì với mọi người hết, tóm lại là không giống với mô típ trước đó nhưng sẽ mới mẻ hơn. So với những gì mọi chuyện đang tiến hành thì có thể nói tôi rất phấn khởi". Cũng vào tháng 5, Craig Mazin đồng tác giả phần 2 cũng tham gia viết kịch bản cho phần 3.
Tháng 12/2011, Bradley Cooper xuất hiện trong chương trình The Graham Norton để quảng bá cho phần 2 được phát hành dưới định dạng DVD và Blu-ray, trong đó anh cũng hi vọng là sẽ bắt đầu ghi hình phần 3 trong tháng 9/2012 và nhấn mạnh rằng Todd đang lên ý tưởng kịch bản. Tháng 1/2012, có tin cho rằng Bradley Cooper, Zach Galifianakis và Ed Helms sắp đạt được thỏa thuận hợp đồng tiếp tục tham gia phần 3 với thù lao 15 triệu USD mỗi người. Vào tháng 2/2012, Mike Tyson khẳng định anh sẽ quay lại trong phần 3 này, mặc dù trước đó anh phát biểu với TMZ rằng "Tôi không biết nữa. Tôi sẽ không tham gia phần này".
Tháng 3/2012, hãng Warner Bros thông báo là sẽ triển khai nhanh phần cuối và lên lịch công chiếu vào ngày 24/5/2013, trùng với ngày Lễ Chiến sĩ trận vong. Vào tháng 6/2012, có tin cho rằng phần 3 sẽ quay lại Las Vegas để ghi hình ở Dải Las Vegas và Ceasars Palace, cũng như nhấn mạnh bối cảnh chủ yếu sẽ được ghi hình ở Los Angeles và Tijuana và có chi tiết là cả nhóm sẽ cứu Alan thoát khỏi bệnh viện tâm thần.
Vào tháng 7/2012, diễn viên Ken Jeong ký hợp đồng cho vai diễn có nhiều đất diễn hơn trong phần cuối. Tuần tiếp theo đó, Mike Epps thỏa thuận để tiếp tục vai Black Doug. Vào tháng 8/2012, có tin nữ diễn viên Heather Graham sẽ quay trở lại với vai vũ nữ thoát y Jade. Vài ngày sau, Sasha Barrese ký tiếp hợp đồng cho vai Tracy - vợ của Doug. Vào tháng 8, John Goodman thỏa thuận để tham gia dàn diễn viên với vai phụ, và mô tả về việc sẽ nhận vai phản diện như vai của Paul Giamatti trong phần 2. Vào tháng 9/2012, Justin Bartha tiết lộ là anh đã ký hợp đồng quay phần tiếp theo.
Quá trình dựng phim bắt đầu từ Thứ hai, ngày 10/9/2012 ở Los Angeles. Những tuần sau đó, nữ diễn viên Melissa McCarthy thỏa thuận tham gia vai phụ và Lela Loren được giao vai nữ cảnh sát. Ngày 8/10/2012, đoàn phim di chuyển tới Nogales, Arizona, được dùng để dựng bối cảnh Tijuana trong phim. Ngày 20 và 21/10, một phần của Đại lộ 73 thu phí thuộc Quận Cam, California bị ngưng hoạt động để quay phim. Vào cuối tháng, đoàn phim di chuyển tới Las Vegas để ghi hình trong vài tuần. Quá trình dựng phim được hoàn tất ở Las Vegas vào ngày thứ 6, ngày 16/11/2012.

## Sự đón nhận

### Phòng vé
Phần ba có doanh thu 112.2 triệu USD ở Bắc Mỹ và 249.8 triệu USD ở những vùng lãnh thổ khác nâng tổng số doanh thu lên 362 triệu USD dù chỉ có kinh phí 103 triệu USD.
Bộ phim có doanh thu 3.1 triệu USD vào đêm chiếu Thứ tư hàng tuần. Bộ phim được dự đoán sẽ thu được 80 triệu USD vào 4 ngày công chiếu nhưng thu được 53.3 triệu USD, bao gồm 41.7 triệu USD là từ tuần đầu công chiếu, ít hơn doanh thu 135 triệu USD chỉ trong vài ngày đầu công chiếu của phần 2.

### Đánh giá và phê bình
Trên trang Rotten Tomatoes, bộ phim có khoảng 21% phiếu ủng hộ dựa trên 197 bình luận với số điểm rating đạt 4.1/10. Trang web viết "Ít yếu tố hài hước hơn mà tập trung vào yếu tố hành động nghẹt thở, phần ba chĩa hướng từ nội dung chính của hai phần trước đó nhưng chả có gì đặc sắc hết". Trên trang Metacritic, bộ phim đạt 30 điểm trên 100 dựa trên 37 bình luận, "Không có gì xuất sắc lắm". Khán giả bỏ phiếu nhận xét bộ phim với mức điểm "B" trên thang điểm từ A+ tới F.
Dựa trên loạt bình luận tiêu cực về bộ phim, tờ Variety cho rằng loạt phim là kết quả của những lời phê bình.